# Poetry slam
Poetry slam er en form for scenekunst, beslægtet med spoken word, hvor de optrædende, kaldet poetry slammere, konkurrerer om at give den bedste mundtlige fremførelse af egne litterære værker, idet point for fremførelsen gives af dommere udpeget blandt publikum. Kunstformen opstod i 1980-erne i USA og har siden bredt sig til store dele af verden, hvor der arrangeres såvel lokale, regionale og nationale mesterskaber, foruden verdensmesterskaber.
Poetry slam kom til Danmark i slutningen af 1990erne, og i år 2000 blev der afholdt Nordisk Mesterskab i Poetry Slam på Kafcaféen i Skindergade, København (nu: Teater Sort/Hvid) af arrangørgruppen 3point10 (Janus Kodal, Michael Lee Burgess og Adam Drewes), som efterfølgende stoppede med at arrangere poetry slam.
Fra 2003 er der igen blevet arrangeret danmarksmesterskaber.
Poetry slam kan ses som en udfordring af den etablerede digtning og poesi, idet det ikke er litteraturanmeldere som afgør et værks skæbne, men det tilstedeværende publikum.

## Regler
De almindelige regler i poetry slam er:
- Man må kun fremføre egne værker, dog gerne med henvisninger til litteratur skrevet af andre
- Man må ikke anvende rekvisitter, musikinstrumenter og lignende
- Man må ikke være udklædt eller nøgen
- Man har 3 minutter og 10 sekunder til rådighed

Poetry slam adskiller sig således fra forgængeren performance poetry, hvor kostumer, rekvisitter og musik regnes for en vigtig del af fremførelsen.
Konkurrencen afgøres typisk ved, at fem udvalgte dommere blandt publikum giver point til de optrædende, på en skala fra 0 (dårligst) til 10 (bedst), idet man ser bort fra dommerne med laveste og højeste pointtal og kun bruger de tre midterste pointtal. Den deltager der får flest point vinder konkurrencen. Mange konkurrencer indledes med et prøveslam, af en slammer som ikke deltager i konkurrencen, men som dommerne kan bruge til at afprøve deres pointgivning. En konkurrence består oftest af tre runder, med ti deltagere i første runde, hvoraf seks kvalificerer sig til anden runde, mens tre går videre til finalen. Vinder man finalen, får man gerne lov at fremføre et vinder-slam.
Der findes også flere andre pointsystemer, herunder måling af antal decibel fra publikumsbifald, samt stemmesedler og lignende til alle tilstedeværende blandt publikum. Pointgivningen varierer til tider også.
Poetry slams kan både være åbne, hvor alle kan tilmelde sig, eller lukkede, hvor kun inviterede slammere konkurrerer. Ofte afholdes en poetry slam konkurrence over et bestemt tema.

## Historie
Slam is the lighthouse for the democratization of art. 
(Slam er skoleeksemplet på kunstens demokratisering.)
Det var den amerikanske digter Marc Smith, som i 1984 i Chicago afholdt de første poetry slams, i et forsøg på at gøre digtning og litteratur tilgængelig for bredere kredse, bl.a. ved at gøre oplæsning til en konkurrence. Fra sommeren 1986 har Chicagos poetry slam haft til huse i jazzklubben Green Mill. Året efter blev de første poetry slams arrangeret i New York, af digteren Bob Holman på Nuyorican Poet's Cafe. I 1990 afholdtes de første amerikanske mesterskaber, og snart begyndte visse digtere at kunne gøre poetry slam til deres levevej. I 2017 deltog 72 hold i de amerikanske mesterskaber, som varede fem dage.
Efter terrorangrebet 11. september 2001 og det efterfølgende flyveforbud strandede et antal newyorker poetry slammere der hvor de havde optrådt. Hjemme igen var de med til at sætte nyt liv i poetry slam, med tekster om angrebet.
I dag har poetry slam bredt sig til mange lande, herunder Danmark, se nedenfor. Paraplyorganisationen Poetry Slam, Inc afholder såvel individuelle verdensmesterskaber som verdensmesterskaber for kvinder.

## Stilarter
Poetry slams kan fremføres på en lang række forskellige måder, som bl.a. afspejler kulturelle forskelle i tilgangen til det at skrive og optræde med det skrevne. Opfinderen af performance poetry, Hedwig Gorski, har rost poetry slam for at være i stand til at kunne fange et meget bredt publikums opmærksomhed.
Visse poetry slammere bruger en rytmisk fremførelsesstil som i hip-hop eller dub poetry, som den kendes fra afroamerikanske og vestindiske kredse, mens andre fremfører teksten uden rytme. Visse benytter teater-diktion, med skiftende tonefald, mens andre fremfører teksten ganske monotont. Visse går til grænsen mht musikinstrumenter ved at benytte beatboxing eller stepdans.[kilde mangler]

## Danmark
I Danmark blev poetry slam første gang introduceret af digteren Janus Kodal, der i slutningen af 1990'erne inviterede en række digtere og poetry slammere fra især Storbritannien og USA til showcases i København og Aarhus. Det første rigtige poetry slam med danske optrædende blev afholdt i september 1999 på Café Poeten på Jagtvej i København. Sammen med Michael Lee Burgess og Adam Drewes dannede Janus Kodal gruppen 3point10 (som refererer til tidsgrænsen), og de arrangerede flere poetry slams, som blandt andet kulminerede med en nordisk konkurrence i 2000, der blev vundet af Adam Drewes.
I dag er der flere faste scener for poetry slam i København, på Fyn, i Aarhus, Herning og Aalborg. Med jævne mellemrum arrangeres der også fælles konkurrencer og shows mellem de skandinaviske og nordiske lande.

### Danmarksmestre
Det første DM i poetry slam blev afholdt i 2003.
- 2003 (Der blev ikke afholdt et individuelt DM, men København, med Anita Egelund i spidsen, vandt DM for hold)
- 2004 (DM ikke afholdt)
- 2005 Thorkil Jacobsen
- 2006 Thorkil Jacobsen
- 2007 (Der blev afholdt DM-kvalifikationer, men selve finalen blev flyttet til 2008)
- 2008 Peter Dyreborg
- 2009 Lasse Thorning
- 2010 (DM ikke afholdt)
- 2011 Mathias Bundgaard
- 2012 Jacob Hallgren
- 2013 Michael Dyst
- 2014 Sara Hauge
- 2015 Lasse Nyholm Jensen
- 2016 Emil Nygård
- 2017 Lasse Nyholm Jensen
- 2018 Sara Hauge
- 2019 Kristine Victoria Madsen[13]
- 2020 Lasse Nyholm Jensen
- 2021 Matt Charnock
- 2022 Thomas Thisted
- 2023 Lasse Nyholm Jensen
- 2024 Ida Mehl